# グリーンルーム
『グリーンルーム』（原題：Green Room）は、2015年制作のアメリカ合衆国のスリラー映画。
タイトルのグリーンルームとは「楽屋」の意味。アントン・イェルチン主演。

## あらすじ
パット率いるパンクバンド「エイント・ライツ」は、車のガソリン代にも事欠くほどの極貧ツアーで各地を旅していた。
そんなある日、彼らに久々にライブハウスでの公演が決まる。意気揚々とライブを始める「エイント・ライツ」であったが、観客はゴロツキばかりという不穏な雰囲気であった。
それでも何とか無事に演奏を終えて楽屋に戻ると、そこには一体の死体が転がっていた。すぐさま逃げ出そうとするパット達だったが、スキンヘッドの従業員たちによって楽屋に閉じ込められてしまう。
実は、このライブハウスはネオナチの巣窟だった。そこへ現れたライブハウスのオーナーであり、ネオナチのリーダーであるダーシーは、部下にパット達の抹殺を命じる。
パット達は一緒に閉じ込められた少女アンバーと力を合わせ、アイデアと反骨精神を武器に極悪非道なネオナチ軍団に立ち向かう。

## キャスト
- パット：アントン・イェルチン (新井慶太)
- アンバー：イモージェン・プーツ (山根希美)
- ダーシー：パトリック・スチュワート (石原辰己)
- サム：アリア・ショウカット (向山直美)
- リース：ジョー・コール（英語版） (西山慎哉)
- タイガー：カラム・ターナー (水野駿太郎)
- ゲイブ：メイコン・ブレア (合田慎二郎)
- ダニエル：マーク・ウェバー (増田啓人)

## 評価
本作は批評家から高い評価を得ている。映画批評家レビュー集積サイト「Rotten Tomatoes」では、229件のレビューがあり、批評家支持率は90％、平均点は10点満点で7.71点となっている。「Metacritic」には、42件のレビューがあり加重平均値は79/100となっている